# Sarabaya (district)
Sarabaya est l'un des districts de la sous-préfecture de Kolaboui, situé dans la préfecture de Boffa en république de Guinée.

## Géographie

### Démographie
- En 2014, le district comptait 1 617 habiants selon les RGPH 2014[2].

## Personnalité liées
- Hon Abdoulaye Sylla, député uninominal de Boké[3].